# Xã Lafayette, Michigan
Xã Lafayette (tiếng Anh: Lafayette Township) là một xã thuộc quận Gratiot, tiểu bang Michigan, Hoa Kỳ. Năm 2010, dân số của xã này là 591 người.